# Олімпійський комітет Єгипту
Олімпійський комітет Єгипту (араб. اللجنة الأولمبية المصرية) — організація, що представляє Єгипет у міжнародному олімпійському русі. Заснована та зареєстрована в МОК в 1910 році.
Штаб-квартира розташована в Каїрі. Є членом Міжнародного олімпійського комітету, Асоціації національних олімпійських комітетів Африки та інших міжнародних спортивних організацій. Здійснює діяльність по розвитку спорту в Єгипті.

## Зноски
1. ↑  Национальные Олимпийские Комитеты. [Архівовано 7 лютого 2011 у Wayback Machine.](рос.)